# Deportivo Malacateco
El Club Deportivo Malacateco es un club de fútbol de Guatemala con sede en Malacatán, San Marcos. El club fue fundado el 8 de septiembre de 1962, actualmente juega en la Liga Nacional de Guatemala. Disputa sus partidos como local en el Estadio Santa Lucía.

## Historia
El Deportivo Malacateco fue fundado por: Humberto Darío Bermúdez Cisneros, José María Munguía Gálvez, Felipe Sánchez Rivadeneira y Vicente López.
Originalmente el club surgió de la fusión de otros tres equipos llamados Morazán, Interrogación y Juvenil. El 19 de diciembre de 1964, ascendió el Deportivo a la Liga Mayor "B" (Segunda División) del fútbol nacional, durante doce años consecutivos, el equipo militó en la Liga Mayor "B". En junio de 1972, teniendo como adversario al conjunto de Amatitlán, el "Deportivo Malacateco" en el Estadio Oscar Monterroso Izaguirre" de Retalhuleu descendió de la Liga Mayor "B" por un marcador de 4 goles a 3. Asciende de nuevo y en 1978 Sanarate FC lo desciende. permanecen 24 años en Segunda División y el 13 de junio de 2004 consigue nuevamente su ascenso a la Primera División.
Ganó la Primera División de Ascenso Clausura el 27 de mayo de 2007. Esta fue también la primera vez en la historia de Primera División de Ascenso que un mismo equipo gana el Torneo Apertura y el Torneo Clausura, con lo que se promueve de forma automática sin necesidad de un juego "extra". En 2008, fueron relegados a la Primera División después de terminar en el último lugar en la Liga Mayor, y en el 5 de junio de 2010, vuelve a ascender después de realizar un encuentro extra ante el Deportivo Petapa, subcampeón del Torneo Clausura. Los Toros vencieron por 1-0, con gol de Jorge "El Chino" Estrada al minuto 45 de la primera parte. Con este resultado, el equipo retorna a la liga nacional.

## Escudo
El logo anterior consistió de un toro bufando recostado en la "T" de toros, hasta que fue cambiado por el actual en 2021.
El actual escudo consiste en la cara de un toro de color rojo y arriba  el apodo del equipo  y el año de fundación. Este escudo fue creado por el jugador Bainer Barrios, después que el club hiciera una convocatoria para diseñar el nuevo logo a inicios de la temporada 2020-21.

## Uniforme
- Uniforme titular: Camiseta color rojo, pantalón rojo, medias rojas
- Uniforme alternativo: Camiseta color negro, pantalón negro, medias negras

## Estadio
Es el recinto oficial del equipo, se encuentra ubicado en el municipio de Malacatán en San Marcos, tiene una capacidad para 8000 espectadores y también cuenta con gramilla sintética y alumbrado eléctrico.

## Palmarés

### Torneos Nacionales
| Competición nacional          | Títulos                                     | Subtítulos    |
| ----------------------------- | ------------------------------------------- | ------------- |
| Liga Nacional de Guatemala    | Apertura 2021                               | Clausura 2019 |
| Primera División de Guatemala | Apertura 2006; Clausura 2007; Apertura 2009 |               |